# N'Djamena internationale lufthavn
N'Djamena internationale lufthavn (IATA: NDJ, ICAO: FTTJ) er en lufthavn udenfor N'Djamena i Tchad. Lufthavnen er landets hovedlufthavn.
| Luftfart | Spire Denne artikel om flyvning er en spire som bør udbygges. Du er velkommen til at hjælpe Wikipedia ved at udvide den. |